# Dadhel
Dadhel är en ort (census town) i det indiska unionsterritoriet Dadra och Nagar Haveli och Daman och Diu, och tillhör distriktet Daman. Folkmängden uppgick till 52 578 invånare vid folkräkningen 2011, vilket gjorde den till det dåvarande unionsterritoriet Daman och Dius folkrikaste ort. Den är belägen några kilometer sydost om Daman (unionsterritoriets huvudstad), och några kilometer nordväst om Vapi i delstaten Gujarat.